# قصر العاشق

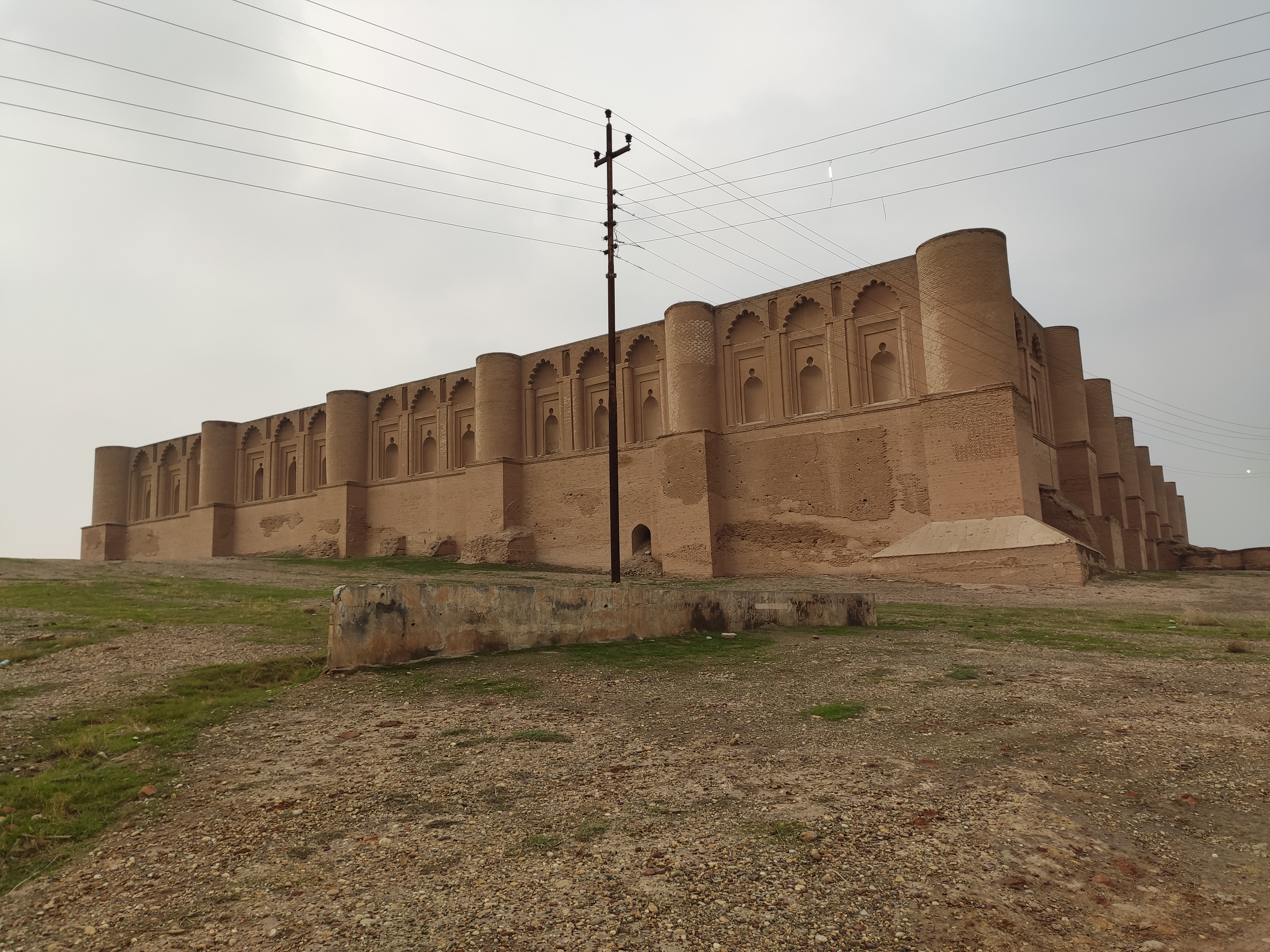
قصر العاشق

قصر العاشق کاخی است با ابعاد ۱۴۰ متر در ۹۳ متر در نتیجه با تناسب سه به دو تطبیق می‌کند که در بناهای سامراء همه جا کاملاً متداول است. قصر العاشق در محصوره‌ای به ابعاد ۲۳۰*۱۸۰ متر قرار دارد.
در قصر العاشق به جای حال و هوای برج و بارویی ساده مانند دیگر کاخ‌های سامراء، تأکید برابر یا بیشتر بر تزیین خارجی شده‌است. طاق بندی‌های پره‌دار کور قوس دار سه پر (شاید گونه‌ای بازسازی تخیلی از موضوعی است که تیسفون را در پشت سر خود دارد) فاصله دو پشت بند مدور مرتفع را اشغال می‌کند، و قبلاً دو طبقه بوده‌است. در طرح این تزیینات، نظر نقشه هم کف، از نسبت‌های متناسب استفاده شده‌است. یک ورودی غول‌آسا مشتمل بر پنج سرسرای طاق پوش که بخش مرکزی آن عریض تر از همه است، شانزده متر از بدنه اصلی کاخ جلو می‌زند. احتمال دارد که این ورودی از طریق پلی به بنای دیگری در سوی دیگر خندق مرتبط می‌شده‌است. تأثیر این دروازه به علت اشغال تقریباً نیمی از ضلع شمالی، به میزان زیاد افزایش می‌یابد، و قابل ملاحظه‌ترین ویژگی آن به‌شمار می‌آید، گویی که باب‌العامه از بستر اصلی خود به الهام گرفته شده‌است تا به‌طور مؤثر ورودی اصلی اتاق تخت شاهی گردد. آن احساس سنجیده (که نزد معماران سامرایی بسیار عزیز بود) که فضاهای خالی عظیم را به عنوان پیش‌پرده برای اتاق تخت شاهی آماده می‌ساخت، از دست رفته‌است و از نظر بصری آن دور نمای محدود نشدنی کاهش یافته‌است تا مقیاس خودمانی و حتی خانگی به وجود آورد.